# Head & Neck Oncology
Head & Neck Oncology is een wetenschappelijk tijdschrift op het gebied van de oncologie. De naam wordt in literatuurverwijzingen meestal afgekort tot Head Neck Oncol.
In 2012 was het tijdschrift gesloten verklaard door BioMed Central in verband met mogelijke onregelmatigheden. Een van de redacteuren van Head & Neck Oncology had in vier jaar tijd meer dan 50 artikelen in het tijdschrift gepubliceerd, een onwaarschijnlijk groot aantal.